# 2022年6月中国大陆

## 6月1日
- 中国上海市正式解除因应2019冠状病毒病疫情实施的封控措施。[1]
- 四川雅安市17時許先後發生6.1級與4.5級地震，造成至少4人死亡、41人受伤。[2]
- 原河北民警「反詐老陳」早前因在直播中以不雅動作羞辱女主播而被批評，「反詐老陳」公開致歉。[3][4]
- 據證券時報統計，即日起9天內有逾40個內地城市出台樓市鬆綁政策[5]，包括允許父母用公積金幫子女購房[6]。
- 玉林狗肉節將至，有志願者連日來跨省接力攔截長途運輸活狗的貨車，質疑未有檢疫證明；當地執法部門承認存在法律空白，難以執法。[7][8]
- 成都繞城高速公路有水泥罐車失控撞塌收費站，有人被困，並引發嚴重交通堵塞。[9]

## 6月2日
- 美國電商亞馬遜宣布旗下電子書店Kindle將於2023年6月30日退出中國市場。[10][11]
- 廣東東莞市發生隨機砍人事件，一名男子在超市內持刀砍傷6人，包括幼童，當場被警方拘捕。[12]

## 6月3日
- 針對月前河南一名女大學生突發腦出血時致電急救中心2小時後才獲送院、13日後死亡，引發家屬質疑，鄭州市衛健委宣布成立調查組。[13][14]
- 雲南省教育廳原廳長羅崇敏發文《端午：一個鼓勵自殺的日子》，其後被舉報，雲南省教育廳介入調查。[15][16]
- 中國知名財經作家吳曉波的多個社交媒體賬號近日被禁言，原因未明。[17][18]
- 湖南連日暴雨引發洪水，過去3日內已有27.8萬人受災、2人死亡、7人失蹤。[19]

## 6月4日
- 貴廣高鐵D2809次列車在榕江站遇上泥石流並發生脫軌事故，造成1人死亡、8人受傷。[20]

## 6月5日
- 中国神舟十四号载人飞船发射。[21]
- 中國國務院出台新規，即日起禁止企業、組織或個人向未成年人提供紋身服務，不論父母是否允許。[22][23]
- 深圳市國資委通報指，高度重視“深圳國企書記夫人涉車位糾紛輿情”情況，已介入調查。[24][25]

## 6月6日
- 中國國家安全部公布部門規章《公民舉報危害國家安全行為獎勵辦法》。[26]
- 中國教育部召開會議，要求各地高校不得任何方式強迫、誘導畢業生簽訂就業協議和勞動合同。[27]
- 黑龍江哈爾濱一名男子在街上持刀砍人，造成3人死亡，包括一名兒童，其後嫌犯被捕。[28]

## 6月7日
- 2022年中國高考開考，全國共1193萬人報考，創歷年新高；因應防疫，上海延期至7月開考。[29][30]
- 中國海關出版社原黨委委員、副經理張靜濤因嚴重違紀違法，被開除黨籍和公職。[31]

## 6月8日
- 中共中央總書記習近平前往四川考察，強調要保持社會經濟穩定發展，堅持「動態清零」。[32][33]
- 國務院總理李克強主持召開國務院常務會議，公布13項穩外貿措施，為外貿企業紓困解難。[34]

## 6月9日
- 中國人民解放軍空軍一架殲-7戰機訓練失事，墜入湖北襄陽市民房引發火災，造成民眾1死2傷，飛行員成功跳傘。[35]
- 浙江杭州市有主題樂園因施工不當引發大火，造成至少6人死亡、19人受傷，相關企業負責人已被警方控制。[36][37]
- 2022年中國高考结束，部分考生反映数学考试题目“难出天际”、语文作文题目古怪，引发争议。[38][39]
- 中國聯通位於北京的辦公室發生命案，一名女員工持刀殺害女同事，被刑事拘留。[40][41]
- 廣西北流發生泥石流災害，造成7人死亡、1人失聯。[42]
- 世界卫生组织工作组表示，需要更多的中国数据来研究新冠病毒的起源，不排除实验室泄漏也是因素之一。[43]

## 6月10日
- 河北省唐山市发生暴力事件，引发巨大争议。部分嫌疑人逃跑，该案件由廊坊市警方侦办[44]。次日，9名嫌疑人已全部抓获归案[45]。
- 吴亦凡强奸、聚众淫乱案在朝阳区人民法院闭门审判，择日宣判。[46]
- 中國國家衛健委同國家中醫藥管理局制定2022年版《猴痘診療指南》。[47]
- 四川成都有家長公開求助指，4歲女兒被一間托兒所的男幼師性侵，但警方欲以無證據結案；事件引發熱議，警方再介入調查。[51]
- 四川阿壩州凌晨先後發生多次地震，最強震級為6.0級。[52]

## 6月11日
- 中國海關宣布以「檢出禁用藥物」為由，自6月13日起暫停台灣石斑魚輸入中國大陸。[53]
- 中國國務院首度印發警示通報，指河北、安徽、陝西部分高速公路的防疫檢查站存在過度管控、重複核酸檢測等問題。[54]
- 上海閔行區展開全民核酸檢測，期間實行封閉管理，是上海自6月初解除封控後首次大規模限制人流。[55]
- 河北唐山一名女子在網上實名舉報稱，自己被黑幫非法拘禁兼毆打等，卻遭警方「吃案」；其後唐山政法委介入調查，當地警方拘捕4人。[59]
- 上海寶山區一名曾在4月因涉發放腐爛蔬菜等問題而被停職的街道官員復職，引發關注。[60][61]

## 6月12日
- 多名河南村鎮銀行的外省存戶發現健康碼無故被「轉紅」，無法前往河南取款和上訪，引發廣泛批評。[68]
- 多名曾向銀保監河南監管局反映在鄭州購房交付問題的業主發現健康碼被轉紅，他們均表示曾被當局詢問是否為村鎮銀行存戶。[69][70]

## 6月13日
- 因應COVID-19疫情，北京宣布對全市酒吧等地下場所展開大排查，朝陽區所有娛樂場所暫停營業。[71]
- 原中國銀監會副主席蔡鄂生因涉嫌受賄、濫用職權等，已被地方檢察機關提起公訴。[72]
- 四川省文物考古研究院稱，三星堆遺址新出土的器物表明古蜀文明是中華文明的一部分。[73]
- 中共中央政治局委員、中央組織部部長陳希，在寧夏回族自治區當選二十大代表。[74]
- 上海外国语大学一名學生被發現往同學的咖啡杯裡投放異物，同日被警方帶走調查。[75]
- 网民称有疑似操广西桂林恭城附近方言的女子被拐卖至山西晋城阳城县次营镇，当地乡政府和县警察据称当日已介入调查。[76]
- 雲南大理市有汽車墜入洱海，造成4人死亡。[77]

## 6月14日
- 中國外交部副部長樂玉成調任國家廣播電視總局副局長。[78]
- 河南多地被曝推行政策，降分錄取「無上訪社區」的中考考生，引發爭議，部分縣市隨後暫停政策。[83]
- 中國國務院印發《廣州南沙深化面向世界的粵港澳全面合作總體方案》。[84]

## 6月15日
- 中央軍委主席習近平日前簽署命令發布的《軍隊非戰爭軍事行動綱要（試行）》，即日起實施。[85]
- 國家主席習近平與俄羅斯總統普京通電話，就包括烏克蘭在內的問題交換意見。[86]
- 中國大陸油價年內第十次上漲，即日起多地95號汽油進入「10元時代」。[87]
- 廣東一家上市公司指控河南一家農村商業銀行劃扣其存款逾9868萬元，宣布已向法院提起訴訟。[88]

## 6月16日
- 新疆維吾爾自治區的和若鐵路正式開通營運，與格庫鐵路、南疆鐵路共同構成世界首條沙漠鐵路環線。[89]
- 網傳山東烟台開發區有大批教師不滿當局長期停津甚至要求大幅降薪、退還薪津，集體罷課抗議；當地教育局回應稱已妥善解決事件。[95]
- 網絡主播徐國豪因偷逃稅款，被江西撫州市稅務局追繳稅款、加收滯納金並處罰款共計1.08億元。[96]
- 中國氣象局發布2022年首個高溫中暑氣象等級預報。[97]
- 廣州市從化區晚間出現龍捲風吹襲民居並引發爆燃，逾5400戶停電，廣州地鐵14號線部分停運，無人傷亡。[98][99]
- 甘肅蘭州新區有化工企業發生爆炸，造成至少6人死亡、8人輕重傷。[100][101]

## 6月17日
- 市場監管總局等三部門聯合宣布，即日起停止執行《關於禁止野生動物交易的公告》。[102]
- 中國第三艘航空母艦在江南造船廠下水，被命名為「中国人民解放军海军福建舰」。[103]
- 山東青島有街道辦將居民買房數量納入社區工作考核，要求對「惡意不買房」且有巨額存款者一律約談，引發爭議。[109]

## 6月18日
- 國企上海石化位於上海金山區的化工部廠房發生火災，造成至少1死1傷，有數公里外的民眾稱聽到爆炸聲和聞到刺鼻氣味。[114]
- 河南許昌警方通報，多年來河南新財富集團相關犯罪團夥涉嫌利用村鎮銀行進行犯罪，部分人已被捕，一批涉案資金被凍結。[115][116]
- 中國疾控中心週報發表一項COVID-19大樣本數據研究，顯示非高危組的Omicron病例重症率為0%。[117][118]

## 6月19日
- 中共中央辦公廳發布規定，對各級各類領導幹部配偶、子女及其配偶經商辦企業，分別提出禁業要求。[119][120]
- 中國國務院任命香港特別行政區第六屆政府主要官員，將於同年7月1日就職。[121]
- 廣東惠州市凌晨有女子在一家食店門口被群毆，店主夫婦上前勸阻亦被毆，男店主重傷昏迷；5名嫌犯其後被捕。[122][123]
- 中國在境內成功進行國內第五次陸基中段反導攔截技術試驗，據指不針對任何國家。[124][125]

## 6月20日
- 中共中央政治局委員李鴻忠在天津市第12屆黨代會選舉中連任中共天津市委書記。[126]
- 吉林市即日起一連三日在城區範圍展開全民核酸檢測，期間全市所有客運車輛、公交、出租車停運。[127]
- 珠海橫琴即日起一連三日全民核酸檢測，無許可證人車「只進不出」，巴士與網約車停運，中小幼學校停課。[128][129]
- 河南鄭州市發布政策，為中心城區棚戶區拆遷戶發放「房票」以兌換房產，作爲安置費以外的選項。[130][131]
- 山西太原市有高校發生集體中毒事件，至少70名學生疑因飲用水受污染導致不適送醫，疾控中心介入調查。[135]

## 6月21日
- 中國國務院總理李克強前往河北視察，強調要穩定糧食及能源供應。[136][137]
- 神舟十三號航天員翟志剛、王亞平、葉光富獲中國當局頒發「航天功勳獎章」。[138]
- 遼寧丹東一對父女駕車前往醫院途中因健康碼為黃碼而被交警攔阻，雙方發生肢體衝突，其後警方分別以涉嫌襲警罪和阻礙執法將父女兩人拘留；事件引發強烈爭議。[143]
- 已失聯多時的央視主持人董卿丈夫密春雷收到中證監警示函，旗下覽海醫療同日被終止上市。[147]
- 天津市寶坻區發生燃氣爆炸事故，造成23人受傷，當中3人重度燒傷。[148]
- 山東泰安市發生燃氣爆炸事故，造成至少3人死亡、10人受傷。[149]

## 6月22日
- 中國廣電總局和文旅部聯合發布《網絡主播行為規範》，包括31種行為禁忌。[150]
- 河北省唐山市的「全國文明城市」資格已被中央文明辦停止。[151]
- 中國政府三部門聯合發布意見，提出促進優秀退役軍人到中小學任教，稱有助於改善教師性別比例。[152][153]
- 阿里巴巴女員工被猥褻案一審宣判，被告人張國因強制猥褻罪成獲刑1年6個月。[154]
- 受連日暴雨影響，廣東北江出現「百年一遇」洪峰，清遠英德市等多地受災嚴重。[158]

## 6月23日
- 全國各省陸續公布2022年高考成績以及各批次各類錄取最低控制分數線。[159]
- 網絡安全審查辦公室宣布對知網啟動網絡安全審查，約談有關公司負責人。[160]
- 中國電動車品牌蔚來汽車在上海的總部有測試車從3樓衝出墜地，車內2人不治身亡。[161]

## 6月24日
- 十三屆全國人大常委會通過一批任免名單，包括王小洪代替趙克志出任公安部部長。[162]
- 中國恒大集團被一家海外公司入稟香港高等法院提出清盤呈請，排期於8月31日作首次提訊。[163][164]
- 河北廊坊市發生燃氣爆炸事故，十多家商店被炸毀，造成2人死亡、20人受傷。[165]
- 中華人民共和國第一代法官和律師張思之病逝，享年94歲。[166][167]

## 6月25日
- 中國公安部部署全國公安機關展開夏季治安打擊整治「百日行動」。[168]
- 中共上海市委書記李強在當地第12次黨代會宣布，已打贏「大上海保衛戰」。[169][170]
- 深圳福田區即日起全域實施多項管控，其中社區小區和城中村實施封閉式管理，爲期三天。[171][172]

## 6月26日
- 遼寧瀋陽有餐館發生爆炸，兩層高建築物坍塌，造成至少1人受傷，初步調查是燃氣爆炸。[173]

## 6月27日
- 中國公安部即日起在全國範圍展開專項工作，打擊整治「網絡水軍」，為期6個月。[174]
- 中國國家網信辦發布《互聯網用戶賬號信息管理規定》，自2022年8月1日起施行。[175]
- 騰訊就旗下社交平台QQ日前大量賬號被盜用一事公開致歉，稱主因是用戶掃描了偽造二維碼並且授權。[176]
- 中國第四大通信運營商中國廣電的5G網絡服務正式面市，即日起向公眾推出192號碼段。[177][178]

## 6月28日
- 中國國務院發布第九版COVID-19防控方案，其中將密切接觸者和入境人士的隔離管控時間由「14+7」改爲「7+3」。[179][180][註 1]
- 中共上海市第12屆委員會舉行會議，進行換屆選舉，李強連任中共上海市委書記。[181]
- 深圳市即日起至7月3日禁止使用無人機等航空器，以確保香港回歸25週年慶典活動安全順利舉行。[182]
- 重慶有巴士與貨車相撞，造成5人死亡、12人受傷；上海有巴士失控衝下路邊河道，3人送醫。[183]
- 中共中央總書記習近平到武漢考察時重申實施「動態清零」，並強調如果实施「集體免疫」、「躺平」之類的防控政策会带来负面后果，並且寧可暫時影響一點經濟發展，也不能讓人民生命健康受到傷害。[184][185]

## 6月29日
- 中國工信部宣布即日起取消通信大數據行程卡的「星號」標記。[186]
- 中国教育部宣布已批准正式設立香港科技大学（广州）。[187]

## 6月30日
- 中共中央總書記習近平和夫人彭麗媛乘搭高鐵專列前往香港視察，展開多個行程，當晚返回深圳。[188]
- 新疆麥趣爾公司生產的兩批純牛奶被曝驗出不合格成分丙二醇，引發熱議，同日該公司開盤後跌停。[189][190]
- 中國首個電腦操作系統開發者平台「開放麒麟」正式發布。[191][192]
- 中共北京市委書記蔡奇等人在中共北京市第13次代表大會上當選中共二十大代表。[193][194]
- 辽宁丹东一位93岁长者因术后欲去医院取药与社区工作人员发生争执，被警察铐走，而后在社区门口上吊自杀。[195][196]